# Charles Clark
Pour les articles homonymes, voir Charles Clarke et Clark.
Charles Clark (né le 10 août 1987) est un athlète américain spécialiste du 200 mètres.
Le 28 juin 2009, Clark se classe deuxième de la finale du 200 m des Championnats des États-Unis de Eugene avec le temps de 20 s 00 (vent favorable de 3,3 m/s supérieur à la limite autorisée), derrière son compatriote Shawn Crawford. Il obtient à cette occasion sa qualification pour les Championnats du monde d'athlétisme de Berlin.
Le 20 août 2009, il participe à la finale du 200 m des Championnats du monde de 2009 à Berlin et se classe 6e en 20 s 39.
Son record personnel sur 200 m est de 20 s 22, réalisé le 31 mai 2008 à Tallahassee.